# خان شاه عباسي (نيسابور)
خان خانات (بالفارسية: کاروانسرای خانات) هي خان تاريخية تعود إلى عصر السلالة الصفوية، وتقع في نيسابور.